# ویچیتا (فیلم)
«ویچیتا» (انگلیسی: Wichita) فیلمی در ژانر وسترن به کارگردانی ژاک تورنر است که در سال ۱۹۵۵ منتشر شد.

## بازیگران
- جوئل مک‌کری
- ورا مایلز
- لوید بریجز
- والاس فورد
- کارل بنتون رید
- ادگار بیوکانان
- جک ایلام
- کیت لارسن
- می کلارک
- پیتر گریوز
- فرانک هاگنی